# میجه
میجه (به هلندی: De Meije) یک منطقهٔ مسکونی در هلند است که در بوده‌خرافن-ریوویک واقع شده‌است. میجه ۴۰۸ نفر جمعیت دارد.